# Kopy Sołtysie
Die Kopy Sołtysie ist ein Bergmassiv in der polnischen Hohen Tatra in der Woiwodschaft Kleinpolen, dem Landkreis Powiat Tatrzański und der Gemeinde Bukowina Tatrzańska mit einer Maximalhöhe von 1420 m n.p.m. in der Zadnia Kopa Sołtysia.

## Lage und Umgebung
Zu den Gipfeln des Massiv gehören:
- Gipfel Zadnia Kopa Sołtysia – 1420 m ü.N.N.
- Bergpass Średnia Przełęcz Sołtysia – 1335 m ü.N.N.
- Gipfel Średnia Kopa Sołtysia – 1362 m ü.N.N.
- Bergpass Przednia Przełęcz Sołtysia – 1305 m ü.N.N.
- Gipfel Przednia Kopa Sołtysia – 1334 m ü.N.N.

## Etymologie
Der Name Kopy Sołtysie lässt sich als Schultheißhügel übersetzen.

## Tourismus
Die Kopy Sołtysie ist für Wanderer nicht zugänglich. Auf die Gipfel führt kein Wanderweg.